# Nos es muy conocida
Nos es muy conocida (latinsky Firmissimam constantiam, česky Je nám dobře známa) je encyklika papeže Pia XI. Byla vydána dne 28. března 1937 a je věnována náboženské situaci v Mexiku v době postupné normalizace nábožensko-politických poměrů po občanské válce. Adresována je mexickým arcibiskupům, biskupům a dalším ordinářům. Pius XI. ji vydal krátce poté, co v encyklikách Divini redemptoris a Mit brennender Sorge odsoudil ostrými slovy komunismus a proticírkevní politiku nacistického Německa.
Již dříve tento papež zveřejnil dvě encykliky věnované situaci v Mexiku, a to Iniquis afflictisque (1926) a Acerba animi (1932). Ve srovnání s nimi Nos es muy conocida volí vzhledem k nadějnému politickému vývoji v zemi umírněnější tón.
Encyklika nabádá ke spolupráci biskupů, kléru a laikátu, doporučuje činnost Katolické akce a vyzývá katolíky k účasti ve volbách. Papež se distancuje od "nespravedlivých povstání a násilí proti legální vládě" a vyzývá katolíky, aby plnili "své občanské a společenské závazky". Na argumenty, že "církev je lhostejná k sociálním otázkám," odpovídá výzvou k respektování katolické sociální nauky, které může vyřešit "závažné sociální problémy, s nimiž se potýká vaše země, jako je například agrární otázka, zmenšení latifundií, zlepšení životních podmínek pracujících a jejich rodin."